# スクムウィット通り

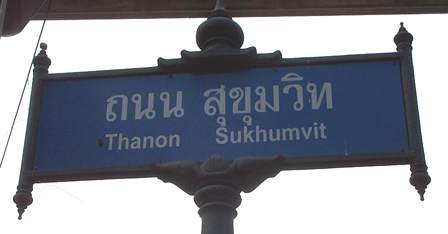

スクムウィット通り（スクムウィットどおり、タイ語: ถนน สุขุมวิท, Thanon Sukhumvit）は、タイ・バンコクにある幹線道路（タノン）。タイ主要国道の一つである3号線の一部。スクンビット、スクムビットと表記されることも多い。
バンコク中心部パトゥムワン区のプルーンチット通り（ラーマ1世通り）がプルンチット駅の東側でワッタナー区とクローントゥーイ区に接するところから（起点の位置図）スクムウィット通りと名称を変え両区の境界を走り、市外に出てからはタイランド湾沿いに東進し、サムットプラーカーン、チャチューンサオ、チョンブリー、ラヨーン、チャンタブリー、トラートの各県を経て、カンボジア国境まで続く。

## バンコク都内

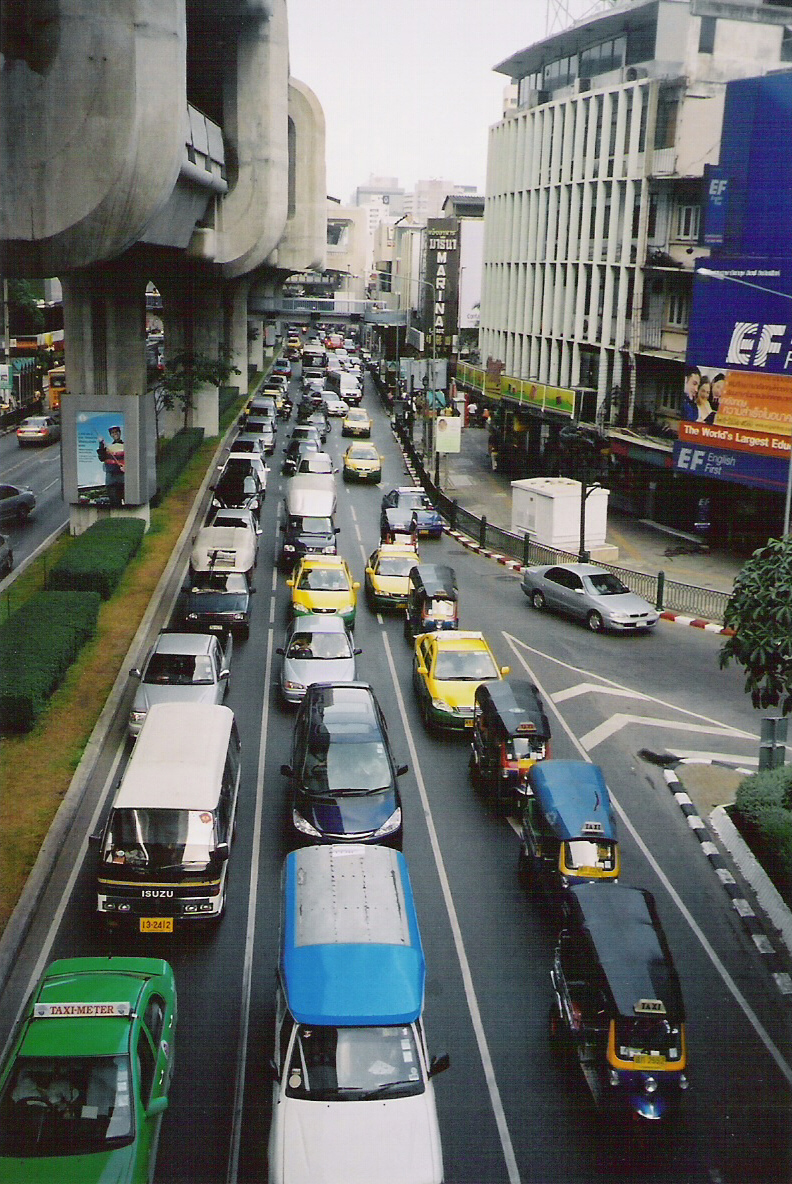
スクムウィット通りの渋滞

バンコク都内は頭上にスカイトレイン（BTS、高架電車）のスクムウィット線が通り、アソーク駅でバンコク・メトロ（MRT、地下鉄）のスクムウィット駅と接続している。
道路は一日を通して渋滞が激しい。
通り沿いには日本人が多く住み、日本人向けの書店、飲食店、スーパーマーケット、レンタルビデオ店などが多く点在する。

### 主なエリア
- ナーナー
- アソーク
- プロンポン
- トンロー
- エカマイ
- オンヌット

## 接続する主な道路
- プルーンチット通り
- バンナー・トラート通り
- ラッチャダーピセーク通り（アソーク通り）
- ラーマ4世通り

## 接続する駅・路線
- スクムウィット駅（バンコク・メトロ）
- サイアム駅 - ケーハ駅（バンコク・スカイトレインスクムウィット線）
- サナームキラーヘンチャート駅 - サイアム駅（バンコク・スカイトレインシーロム線）

## 通り沿いにある施設
- エンポリアム
- ベンチャシリ公園

## 主なソイ
通りから左右に伸びる道路はソイと呼ばれ、北側には奇数の、南側には偶数の番号が振られている。
- ソイ4（ソイ・ナーナー）
- ソイ21（ソイ・アソーク）
- ソイ49 （ソイ・クラーン）
- ソイ55（ソイ・トンロー）
- ソイ63（ソイ・エカマイ）
- ソイ71（ソイ・プラカノン）
- ソイ77（ソイ・オンヌット）